# Geraniol
Geraniol – organiczny związek chemiczny z grupy nienasyconych alkoholi terpenowych. Występuje w olejkach eterycznych. Ma intensywny zapach kojarzący się ze świeżością i pelargoniami, dlatego stosuje się go często w wielu kompozycjach zapachowych stosowanych w perfumach. Jest głównym składnikiem olejku różanego, pelargoniowego i cytrynowego. Jest izomerem geometrycznym (o konfiguracji E) nerolu.

## Właściwości i zastosowanie

### Działanie owadobójcze i odstraszające owady
Produkty zawierające geraniol wykorzystywane są do odstraszania komarów. Wewnątrz pomieszczeń współczynnik repelentności świec zawierających geraniol wynosił 50%, podczas gdy dla dyfuzorów był równy 97%. Na zewnątrz, dyfuzory z geraniolem umieszczone w odległości 6 m od owadów odstraszały one samice komarów w 75%. Geraniol w roztworze 1% skutecznie zapobiegał pogryzieniom krów przez kleszcze Hyalomma i to przez dłuższy czas. Porównanie krów opryskiwanych tym preparatem ze stadem kontrolnym wykazało zmniejszenie średniej liczby kleszczy na zwierzętach odpowiednio o 98,4% (7. dzień), 97,3% (14. dzień) i 91,3% (21. dzień po oprysku). Geraniol wykazuje również wysoce skuteczne działanie wobec rozkruszków, a stosowany w roztworze 5% zwalcza świerzbowca usznego. Badania prowadzone na nicieniach wykazały, że geraniol, karwakrol i tymol zwalcza 100% populacje nicienia Meloidogyne javanica, Meloidogyne incognita oraz Bursaphelenchus xylophilus.

### Działanie przeciwbakteryjne i przeciwgrzybicze
Geraniol działa bakteriobójczo najsilniej wobec Escherichia coli, Salmonella enterica oraz Salmonella typhimurium. Hamuje wzrost enterotoksygennego szczepu E. coli. Stosowany w aerozolu działa bakteriostatycznie wobec Haemophilus influenzae, Streptococcus pneumoniae, S. pyogenes, Staphylococcus aureus oraz hamował wzrost Cryptococcus neoformans. W połączeniu z cytronelolem i nerolem in vitro hamował wzrost Mycobacterium tuberculosis. Będąc głównym składnikiem olejku z palczatki imbirowej aktywny w odniesieniu do Saccharomyces cerevisiae. Roztwór 0,0025% geraniolu znacząco zmniejsza liczbę komórek Candida albicans.

### Działanie przeciwnowotworowe
Działanie geraniolu wobec nowotworów jelitowych związane jest z pobudzaniem śmierci komórek nowotworowych na drodze obniżania poziomu białka Bcl-2. Na hodowli komórkowej gruczolakoraka jelita Caco-2 obserwowano zahamowanie cyklu komórkowego w fazie S, wskutek obniżenia aktywności dekarboksylazy ornityny i zahamowania syntezy DNA. Geraniol powodował też kumulację N-acetylospermidyny. Geraniol hamuje rozwój komórek linii raka gruczołu krokowego PC-3, uruchamiając szlak apoptozy oraz zwiększa wrażliwość komórek tego nowotworu na docetaksel. Wykazano, że geraniol hamował działanie kinazy serynowo-treoninowej oraz aktywował kinazę zależną od 5'AMP (AMPK) w komórkach raka prostaty.